# Mühle

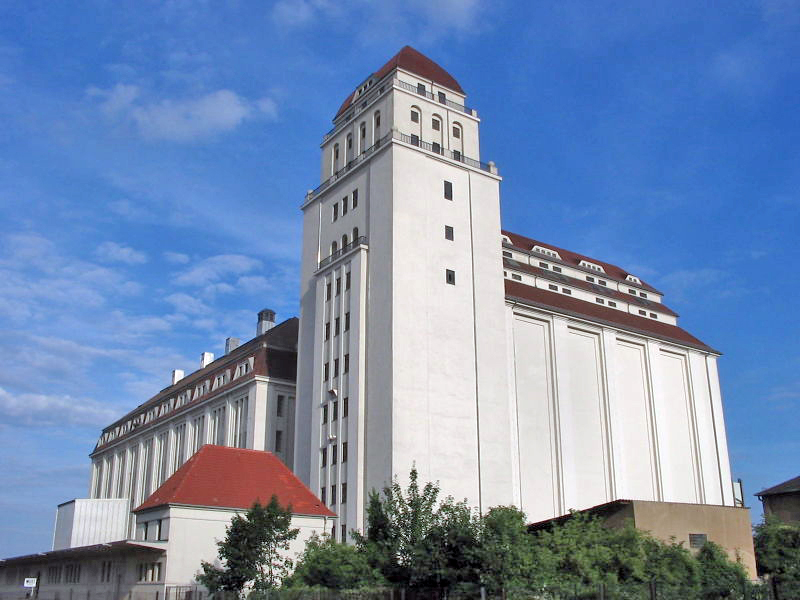
Dresdener Mühle

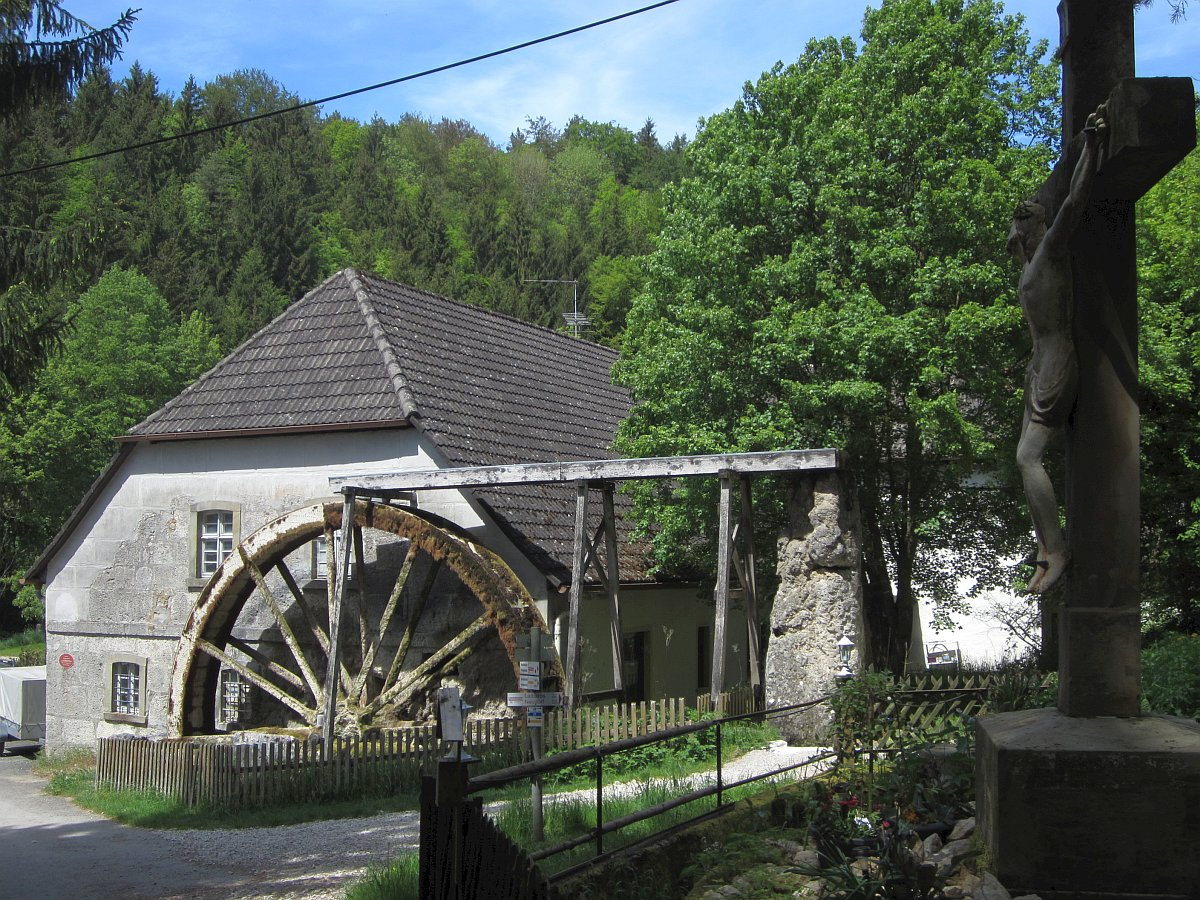
Wassermühle mit Mühlrad, Fränkische Schweiz

Eine Mühle (althochdeutsch muli; aus lateinisch molina beziehungsweise lateinisch molere für mahlen) ist eine Anlage, eine Maschine oder ein Gerät, um stückiges Aufgabematerial zu einem fein- oder feinstkörnigen Endprodukt zu zerkleinern. Daher ist oft außer einer Zerkleinerungsvorrichtung auch eine Vorrichtung zur Größentrennung (Sieben, Sichten) vorhanden. Bei geringeren Anforderungen an den Feinheitsgrad des Endprodukts werden Brecher zur Zerkleinerung verwendet.
Historisch wird der Begriff Mühle im weiteren Sinn für gewerbliche Anlagen verwendet, die mit Wind- oder Wasserkraft betrieben werden (Papiermühle, Sägemühle, Steinmühle). Auf Englisch kann „Mill“ auch Fabrik bedeuten, da in der Frühzeit der Industrialisierung die ersten größeren Fabrikbetriebe (zum Beispiel Spinnereien) noch mit Wasserkraft betrieben wurden – auch in Deutschland waren zunächst Begriffe wie „Spinnmühle“ in Gebrauch.
Alle technischen Vorgänge (Annahme, Reinigung, Vermahlung, Sichtung, Transport, Lagerung, Verpackung) werden mit dem Begriff Müllereitechnologie zusammengefasst. Die Lehre und Forschung über Mühlen und das Müllereiwesen (Terminologie, Technologie, Ökologie, Ethnologie, Wirtschaft, Geschichte, Recht, Schutz, Erhaltung und Restaurierung sowie ihre ästhetischen Werte) wird als Molinologie bezeichnet.

## Geschichte

### Die Geschichte der Mühlen
Bereits vor dem Übergang zur produzierenden Wirtschaftsweise (Jungsteinzeit) gehören Mahlsteine zur mesolithischen Kultur. Der ebenfalls bereits bekannte Mörser wird später von handgetriebenen Drehmühlen abgelöst. In römischer Zeit sind große Mühlen (Göpel) etwa aus Pompeji bekannt, die mit Maultieren betrieben wurden. Wasserkraft wurde seit der römischen Zeit genutzt. Der römische Ingenieur Vitruv plante die Mühlen, so zum Beispiel die Karlsmühle als Gesteinsmühle zum Schneiden von Marmorblöcken an der Ruwer bei Trier/Mosel. Die Karlsmühle gilt nach Örjan Wikander als älteste Mühle nördlich der Alpen. Eine Wassermühle aus der Merowingerzeit wurde 1993 im Paartal bei Dasing entdeckt; sie stammt aus dem Jahre 744 n. Chr. Eine weitere frühe Mühle stammt von 833 n. Chr.; sie wurde im Rotbachtal bei Erftstadt-Niederberg ausgegraben. Windkraft wurde seit dem Mittelalter eingesetzt.

Entwicklungen in der Geschichte der Mühle
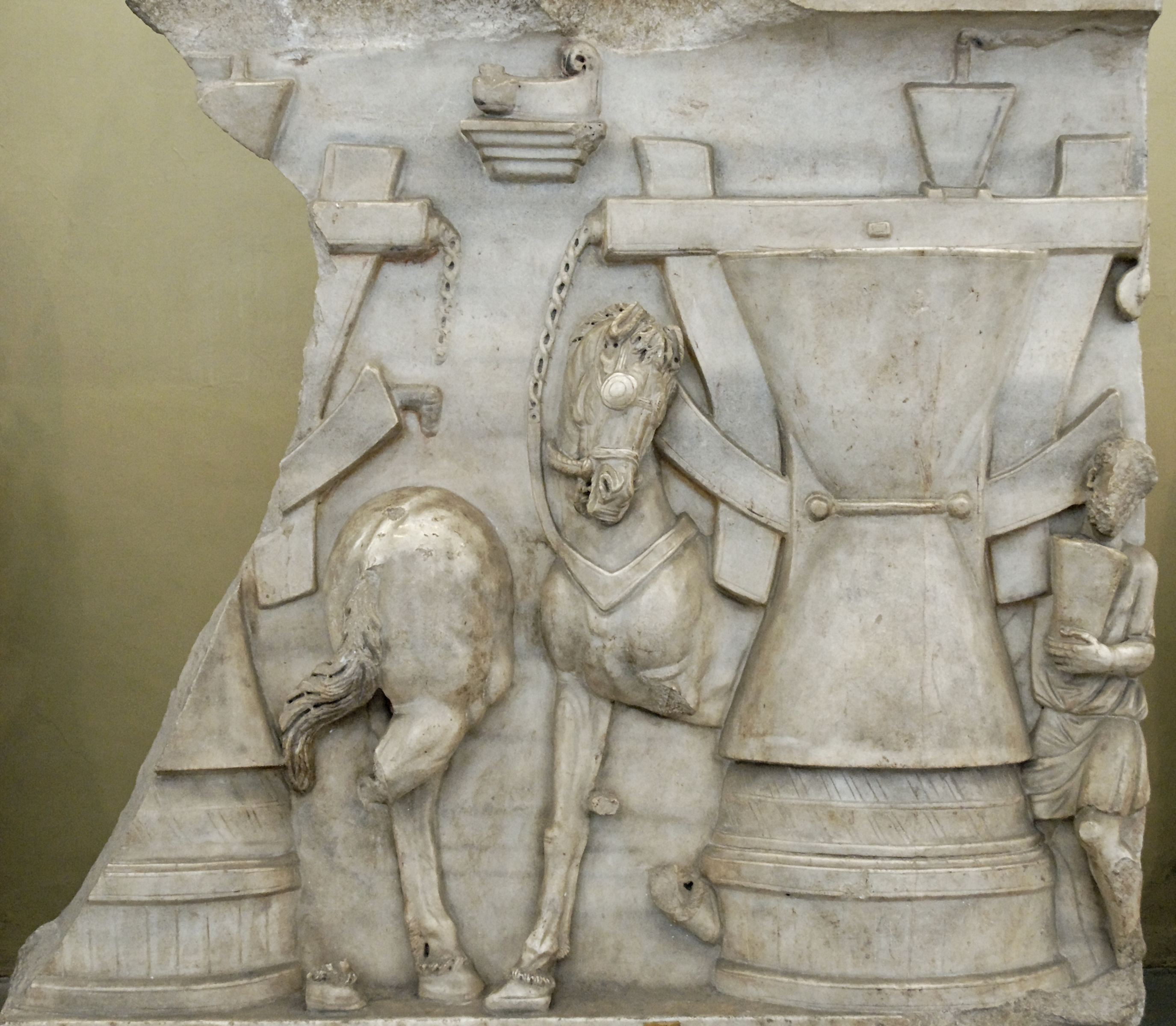
Römische Mühle, angetrieben durch ein Maultier. Sarkophagrelief, Vatikanische Museen
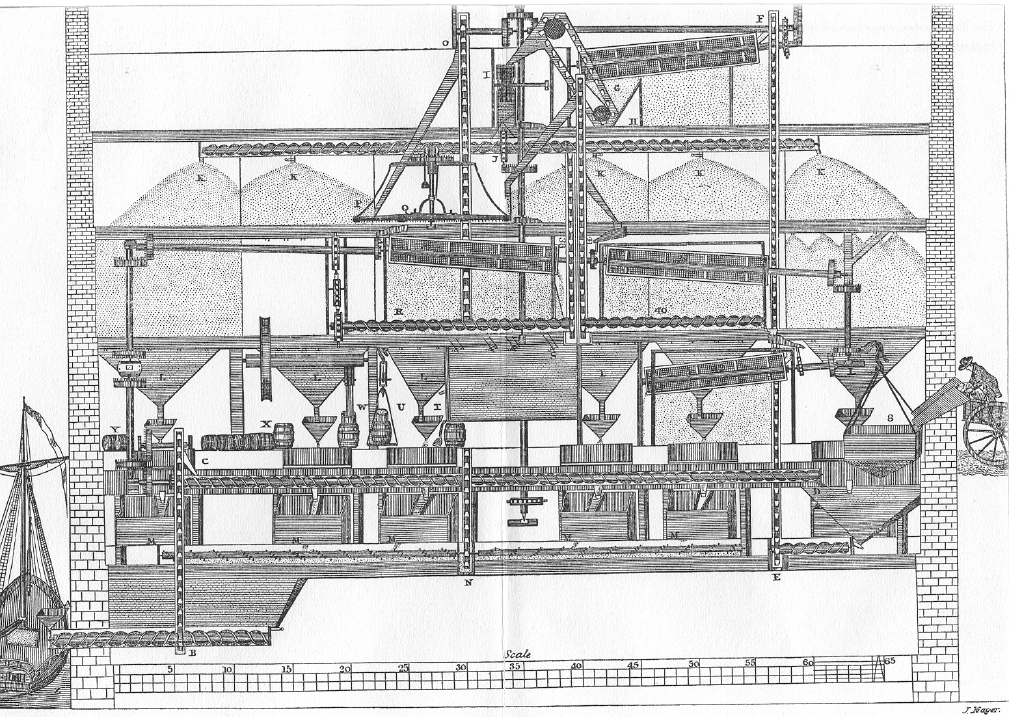
Erste automatisierte Mühle von (Oliver Evans, 18. Jahrhundert)
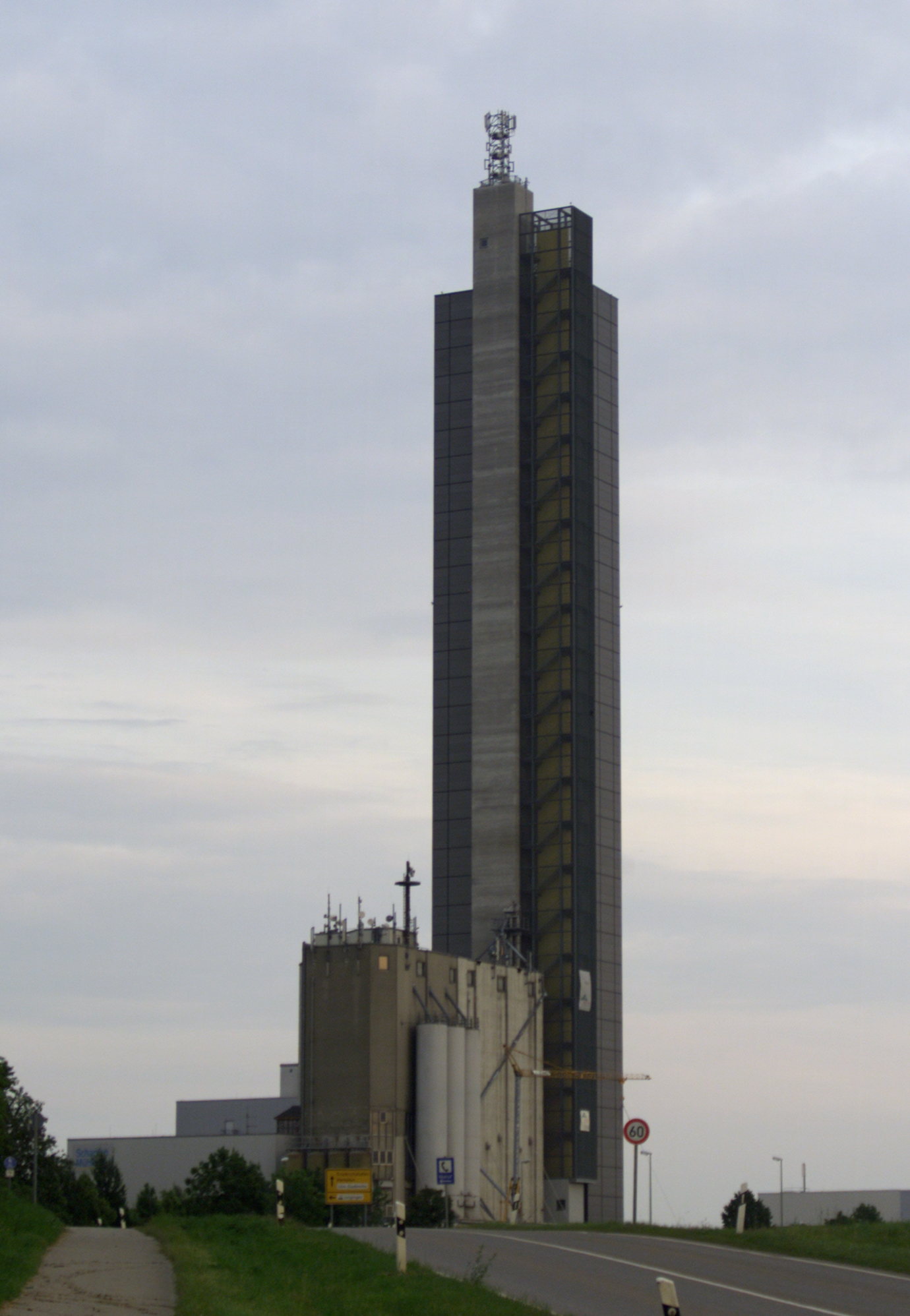
Schapfenmühle mit einem der höchsten Silos der Welt (1985)
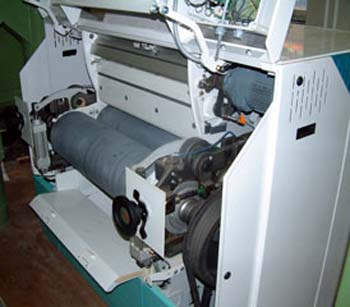
Moderner Walzenstuhl (2004)
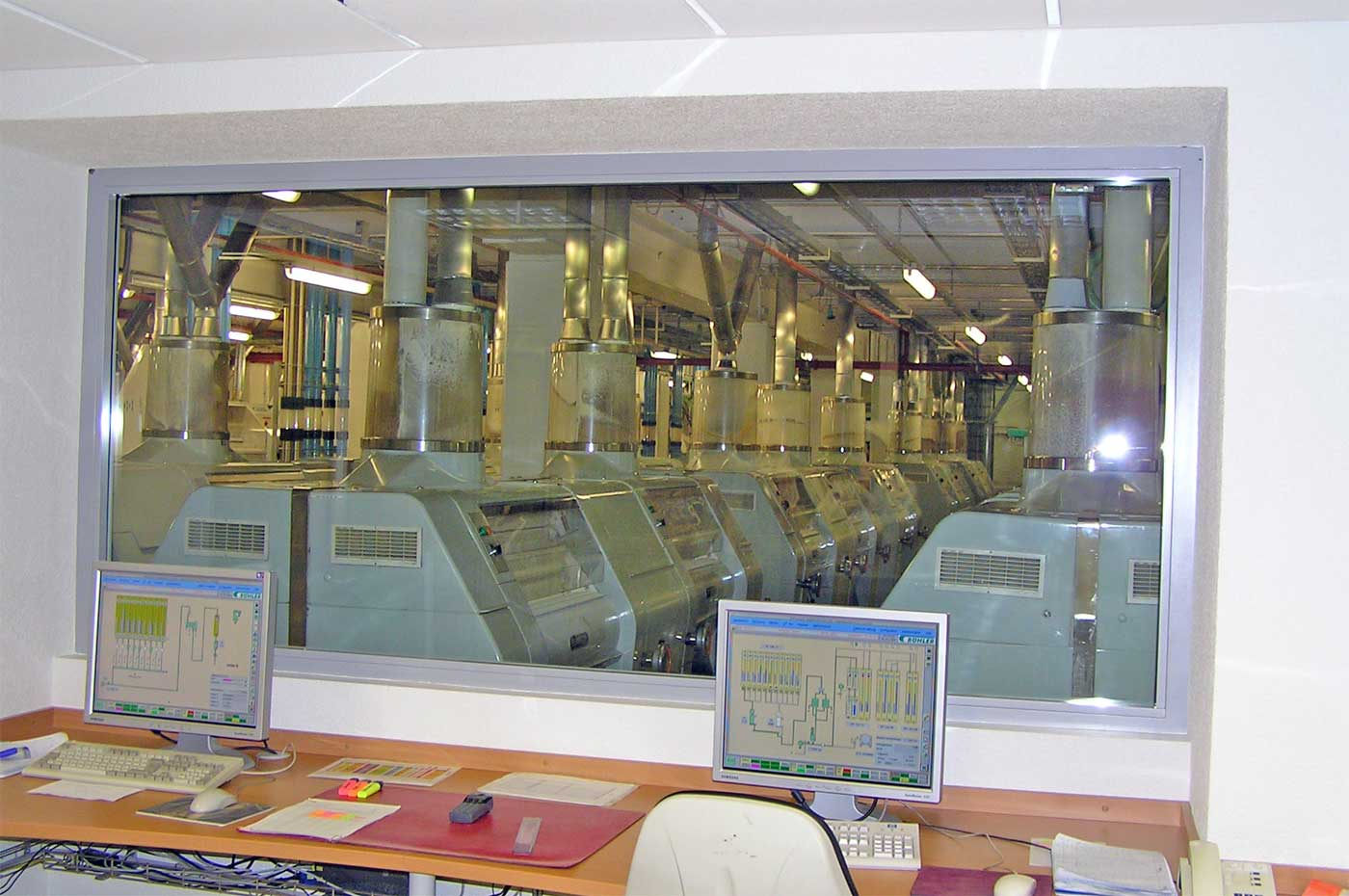
Computer-gesteuerte Getreidemühle (2005)

### Wichtige Personen der Mühlengeschichte
- Vitruv (1. Jahrhundert v. Chr.)
- Johann Niclas Müller (1689–1732)
- Oliver Evans (1755–1819)
- Heinrich Auer (1825–1892)

## Einteilung der Mühlen

### Nach der Unternehmensart
- Handelsmühlen
- Mautmühlen

### Nach den Produkten (moderne Einteilung)
- Drahtziehmühle (historisch)
- Eisenmühle (historisch)

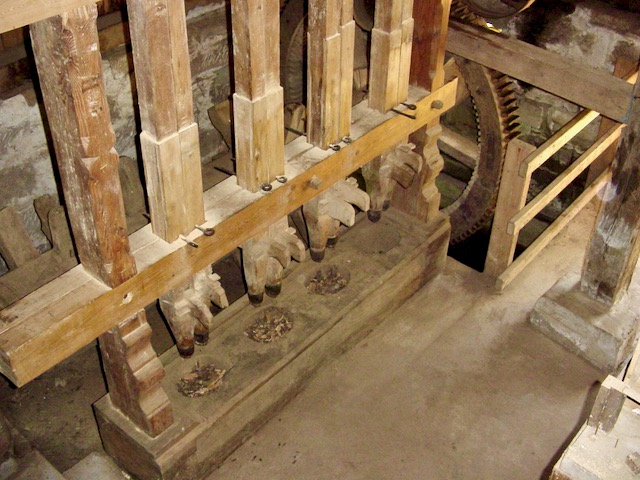
Stampfwerk der Brandhöfer Mühle, Gde. Gschwend, Ostalbkreis, Baden-Württemberg, Deutschland

- Erzmühle (historisch), siehe auch: Pochwerk
- Farbholzmühle (historisch)
- Farbmühle (modern)
- Flachsmühle zur Herstellung von Leinen (historisch)
- Gesteinsmühle (modern)
- Getreidemühle (modern)
- Gewürzmühle, zum Beispiel Pfeffermühle (modern)
- Kaffeemühle (modern)
- Knochenmühle (historisch und modern)
- Kohlemühle (modern)
- Krappmühle (historisch)
- Kreidemühle (historisch)
- Kugel-/Marbelmühle, Murmelmühle (historisch)
- Kupfermühle (historisch)
- Lohmühle (historisch)
- Massemühle (historisch)
- Obstmühle (zum Beispiel Apfelmühle) (modern)
- Ölmühle (modern)
- Papiermühle (historisch)
- Pulvermühle zur Herstellung von Schießpulver (historisch)
- Rätzmühle, Gemüseverarbeitung
- Reibmühle (Reibe, Ribi) zum Quetschen der Hanfstengel (historisch, Schweiz)
- Sägemühle (historisch)
- Sandmühle zur Herstellung von Stuben- und Scheuersand (historisch)
- Salzmühle (modern)
- Schälmühle (modern)
- Scheuermühle
- Schleifmühle (historisch)
- Schnupftabakmühle (historisch)
- Wasserschöpfmühle oder Windpumpen zum Pumpen von Wasser (angetrieben durch Windkraft, historisch)
- Schwingmühle
- Seidenzwirnmühle oder Seidenmühle (historisch)
- Senfmühle (historisch)
- Steinmühle (historisch)
- Waidmühle zur Herstellung von Textilfarbe (historisch)
- Walkmühle bei der Tuchherstellung (historisch)
- Zichorienmühle (historisch)
- Zuckermühle (historisch)

### Nach der Art der Konstruktion (moderne Einteilung)

Schema eines Mahlgangs 1=Aufschütttrichter, 2=Rüttelschuh, 3=Speiseregulierung, 4=Speiseschieber, 5=Drei- oder Vierschlag, 6=Rütteleisen, 7=Läuferstein, 8=Bodenstein, 9=Haue, 10=Treiber, 11=Mühleisen, 12=Stellschrauben, 13=Bodensteinlagerung, 14=Zarge/Bütte

Wichtigstes Kriterium zur grundsätzlichen Einteilung von Mühlen ist die Beanspruchungsart, mit der sie das Mahlgut zerkleinern:
- Druck: Zerquetschen des Mahlguts zwischen zwei Flächen
- Schlag: ein nur sehr kurzzeitig aufgebrachter Druck
- Prall: Zusammenstoß mit hoher Relativgeschwindigkeit
- Reibung: durch parallel zueinander bewegte Flächen aufgebrachte entgegengesetzte Kräfte
- Scherung: durch gegeneinander versetzte Flächen aufgebrachte entgegengesetzte Kräfte

Entsprechend lassen sich Mühlen einteilen wie folgt:
- Zerkleinerung vorwiegend durch Druck
  - Wälzmühlen
    - Vertikalmühle
- Zerkleinerung vorwiegend durch Reibung oder Scherung
  - Walzenstuhl
  - Scheibenmühlen, rotierend oder schwingend
    - Korundmühle
    - Mahlgang (historisch)

  - Mörsermühle
  - Kolloidmühle
  - Glockenmühle
  - Schneidmühle
- Zerkleinerung vorwiegend durch Prall oder Schlag
  - Asima-Mühle
  - Querstromzerspaner
  - Prallmühle
  - Wirbelstrommühle (Whirlwind-Mill)
  - Rotormühle
  - Messermühle
  - Strahlmühle
  - Hammermühlen
- Zerkleinerung vorwiegend durch Schlag oder Reibung: Mahlkörpermühlen, häufig mit kugelförmigen Mahlkörpern, dann auch als Kugelmühlen bezeichnet
  - Sturzmühlen enthalten Mahlgut und Mahlkörper in einem (je nach Ausführung annähernd) horizontal liegenden rotierenden Zylinder. Sie können im Kaskaden- oder Kataraktzustand betrieben werden. Im ersteren rutscht oder rollt die Füllung über sich selbst (Reibung), im letzteren löst sie sich im oberen Teil des Zylinders von dessen Wand und fällt im Bogen zurück (Schlag). Gängige Mahlkörper sind Kugeln, Stangen (die gesamte Länge des Mahlraums ausfüllend), Cylpebs (Zylinder mit Höhe gleich Durchmesser) oder Pebbles (Mahlgutstücke ausreichender Masse).
    - Rohrmühlen
    - Trommelmühlen
    - Autogenmühlen und Semiautogenmühlen sind Sturzmühlen mit besonders großem Durchmesser, die durch die entsprechend größere Fallhöhe das Mahlgut beim Aufprall zerkleinern und dadurch ganz bzw. zum Teil den Verzicht auf zusätzliche Mahlkörper erlauben.

  - Schwingmühlen
    - Rohrschwingmühlen
    - Trogschwingmühlen
    - Scheibenschwingmühlen

  - Rührwerksmühlen
    - Rührwerkskugelmühlen

  - Planetenmühlen

### Nach der Art des Antriebs (historische Einteilung)

#### Antrieb durch Muskelkraft (Mensch/Tier)
- Mahlstein

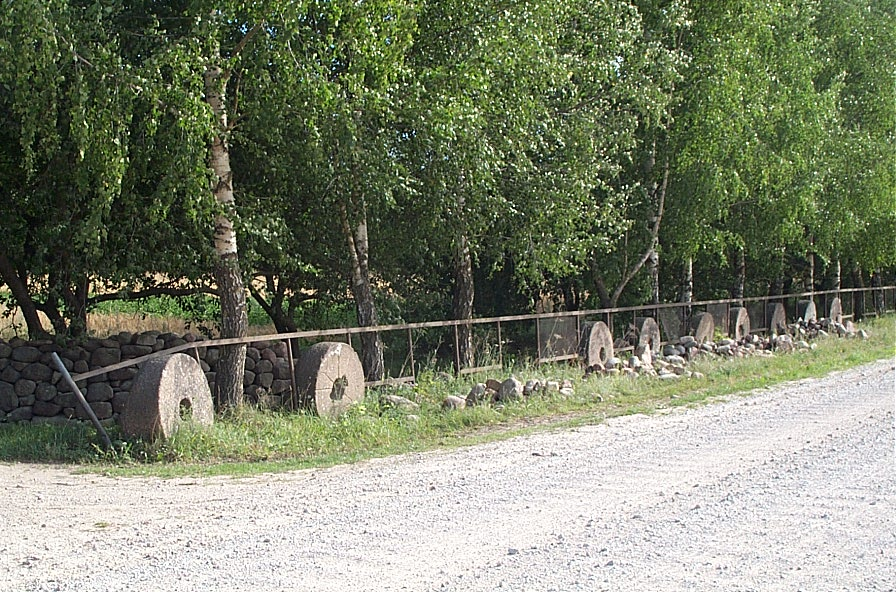
Mahlsteine (Saaremaa, Estland)

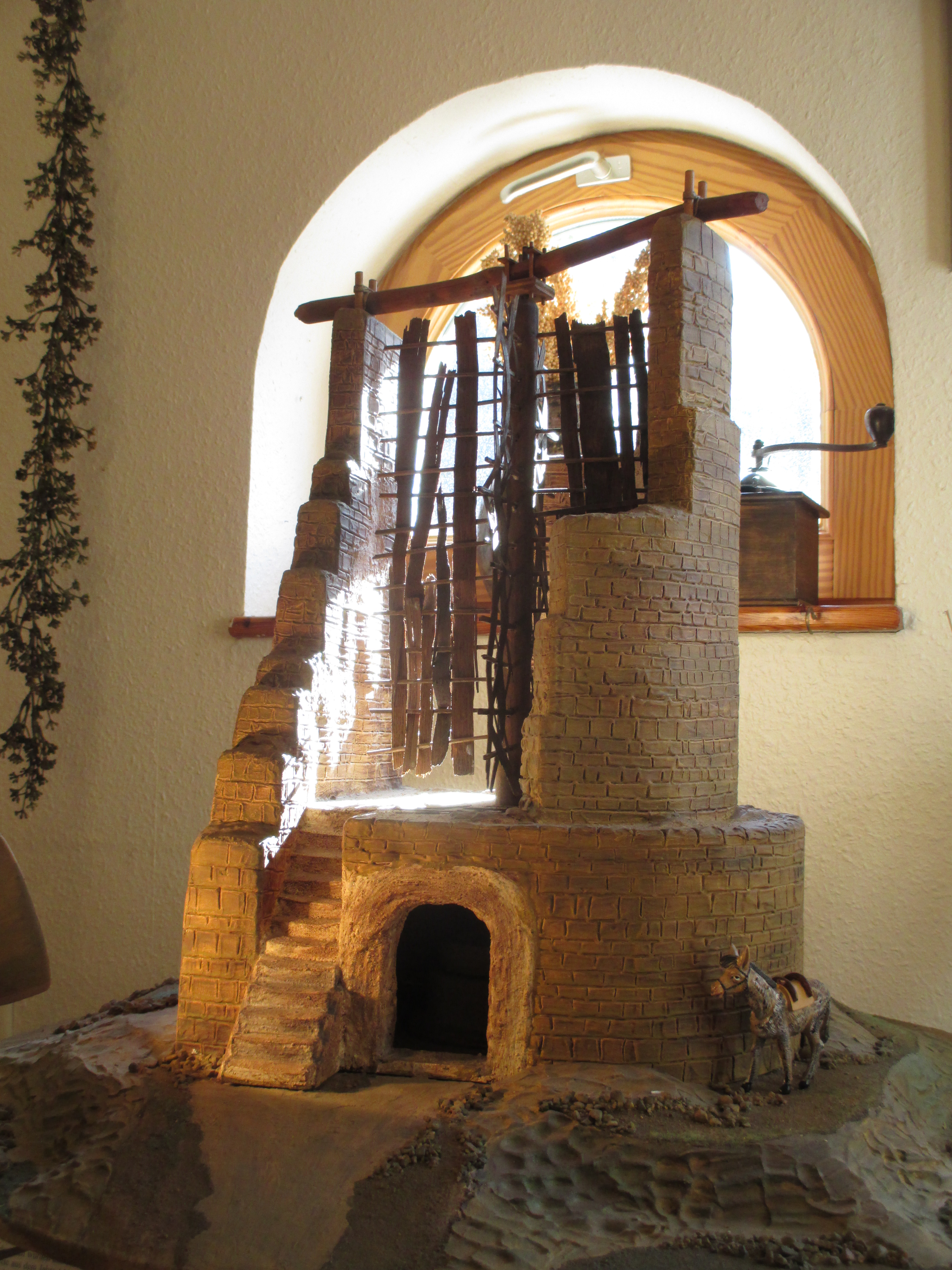
Modell einer Horizontalwindmühle (Afghanistan) im Mühlenmuseum Hiesfeld

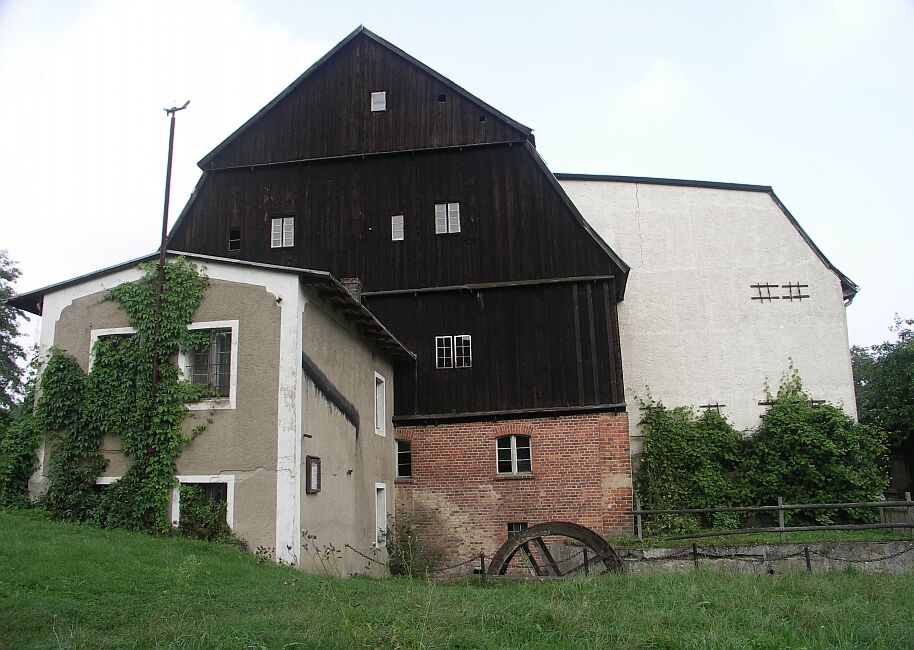
Wassermühle in Boitzenburg (Uckermark)

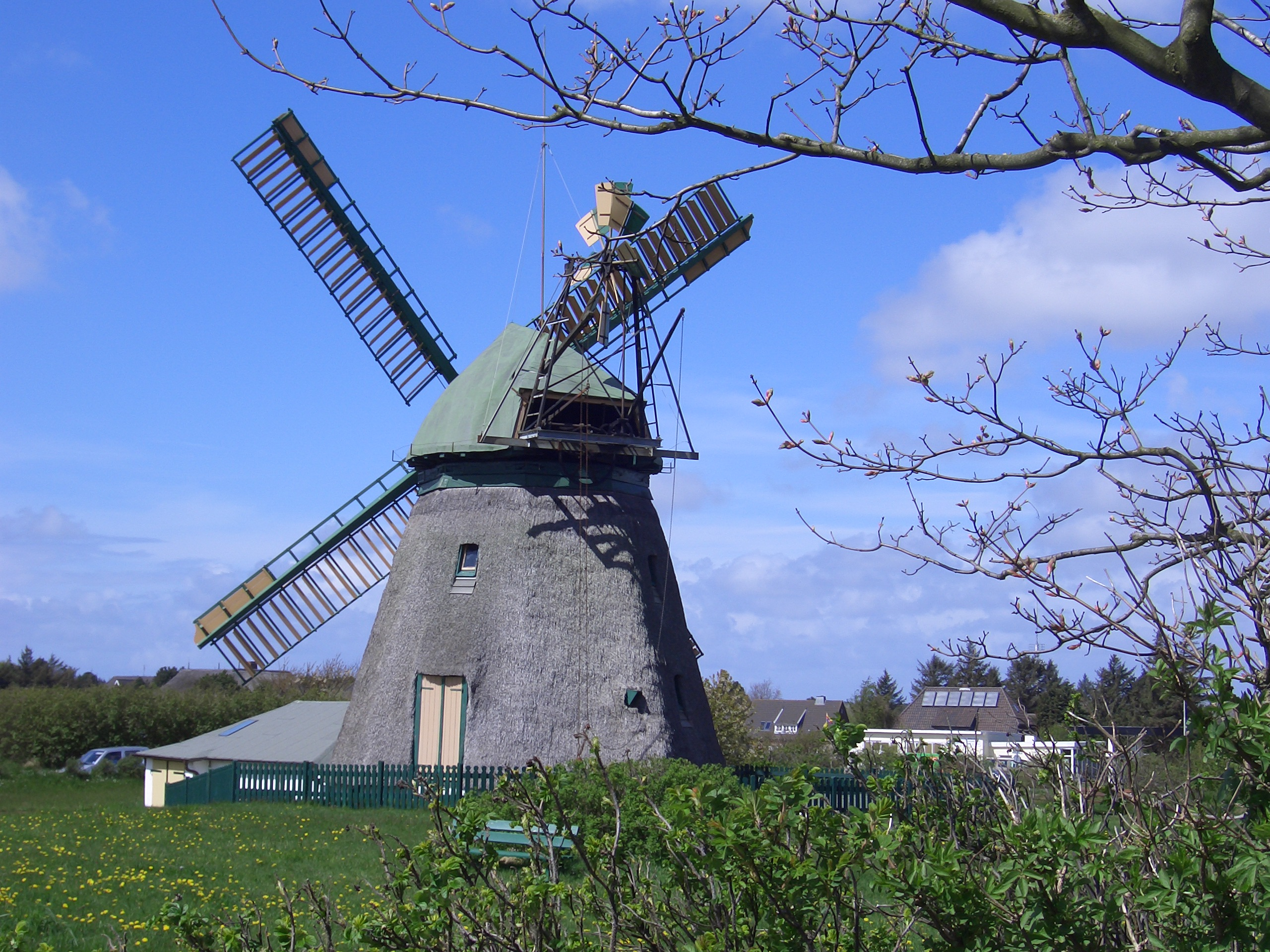
Amrumer Windmühle von 1771 in Nebel

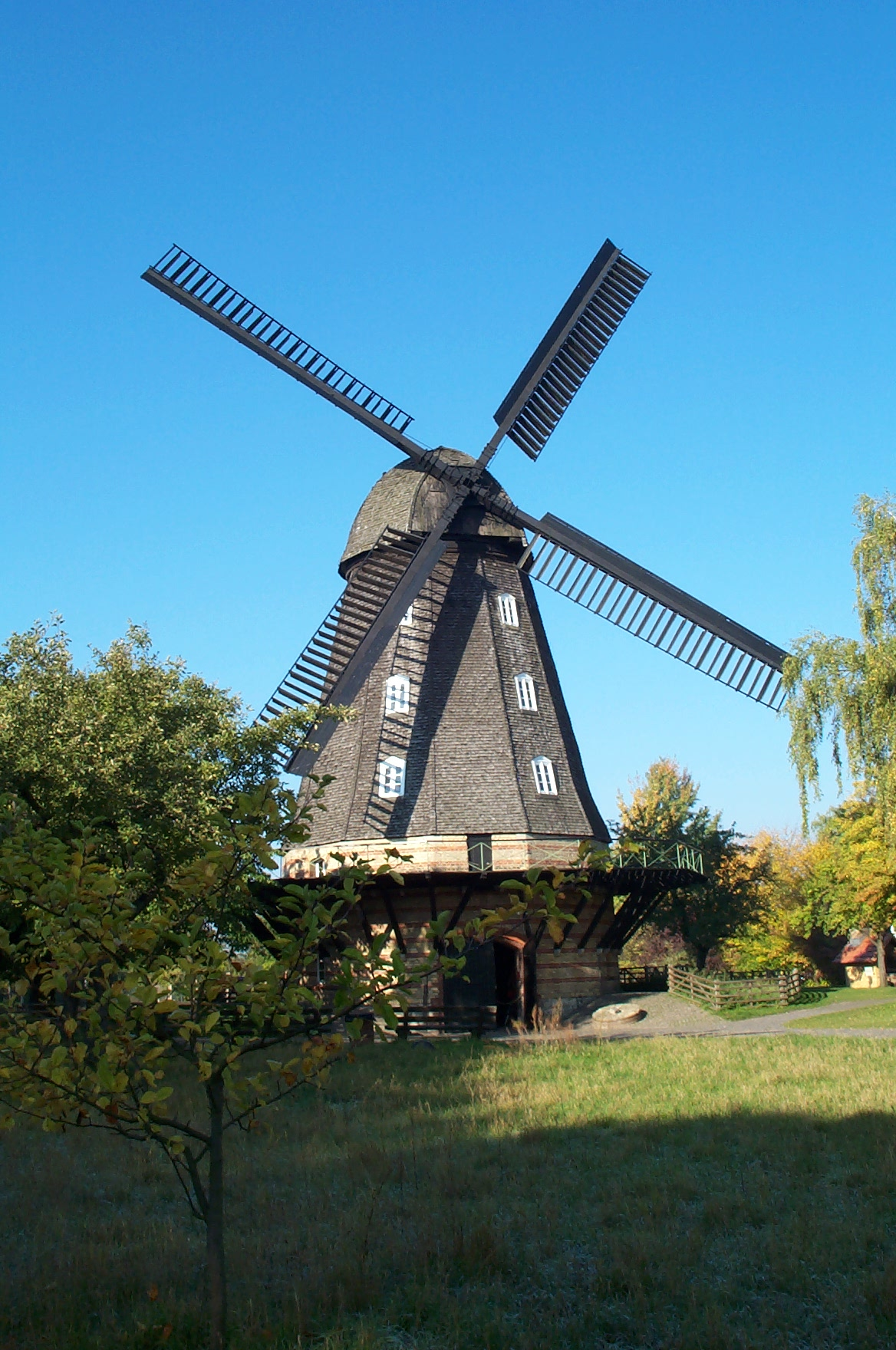
Zwölfseitige Britzer Windmühle mit Steinmahlgängen

  - Reibestein, auch Sattelmühle genannt
- Mörser
- Feldmühle/Wagenmühle
- Göpelmühlen (Tierantrieb)
- Tretmühlen
  - Scheuermühle (Scheuermühle von Jordhamn)
  - Schleifmühle

#### Antrieb durch Wasserkraft
- Wassermühle, je nach Zulaufhöhe mit ober-, mittel- oder unterschlächtigem Wasserrad
- Gezeitenmühlen
  - horizontal oder vertikal
- Schiffmühlen (auch: Schiffsmühle) – ein auf bzw. in ein ortsfestes Schiff montiertes Mühl- bzw. Wasserrad wird durch vorbeiströmendes Wasser angetrieben

#### Antrieb durch Windkraft
- Bockwindmühle
- Dachmühle
- Holländerwindmühle
- Horizontalwindmühle
- Kokerwindmühle
- Paltrockwindmühle
- Scheunenmühlen

#### Antrieb durch Motorkraft
- Dampfmaschine (siehe Dampfmühle)
- Lokomobile

### Besonderheiten
- Bannmühle (Kameralmühle)
- Wehrmühle

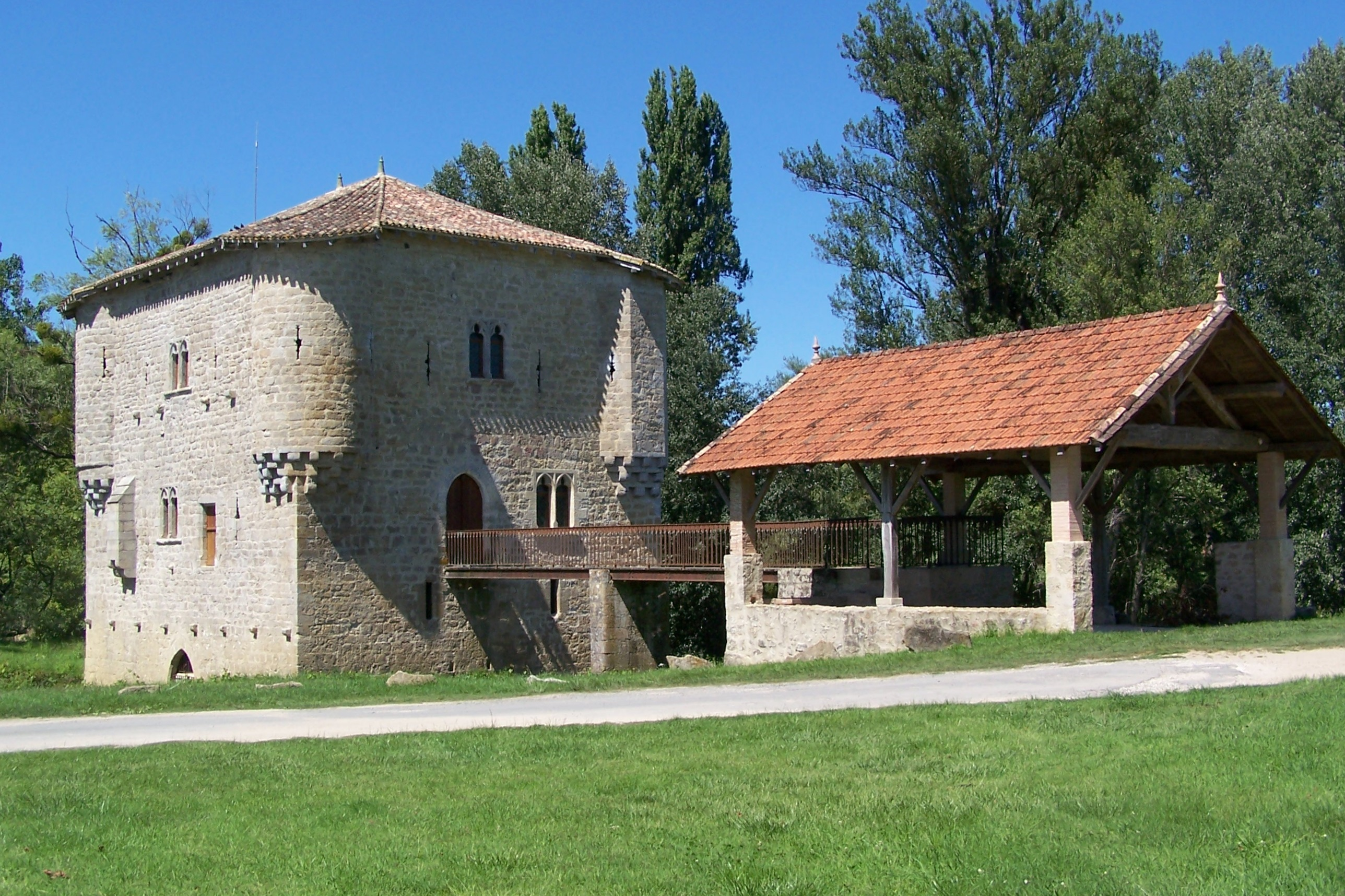
Unterschlächtige Wehrmühle Bagas
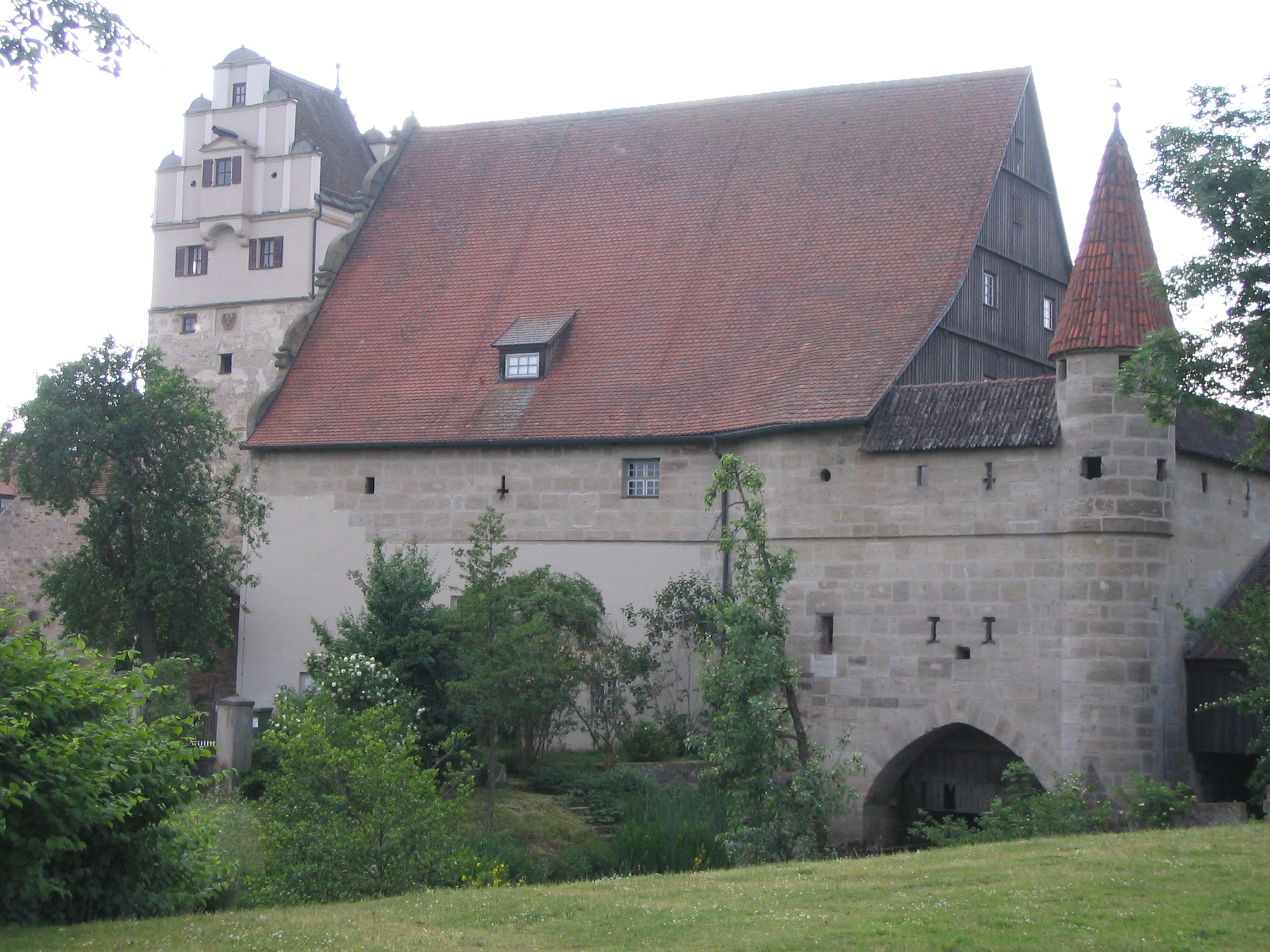
In die einstige Stadtbefestigung integrierte Wehrmühle Dinkelsbühl
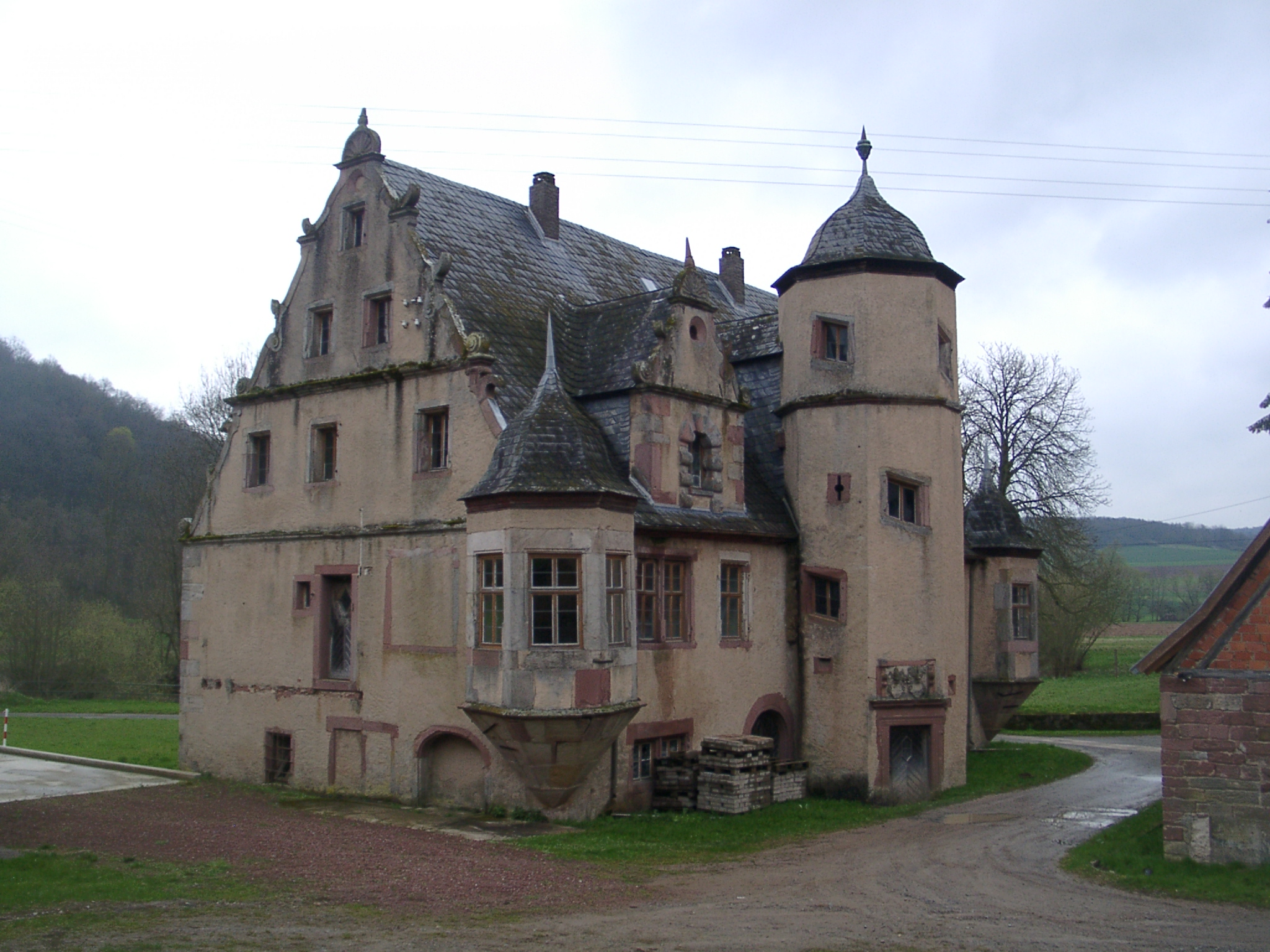
Historische Eulschirbenmühle in einem schlossartigen Gebäude

## Tourismus
- Westfälische Mühlenstraße – erste dieser Art im ostwestfälischen Kreis Minden-Lübbecke, verbindet 42 Wind-, Wasser- und Rossmühlen
- Mühlenstraße Oberschwaben – 100 Mühlen in Oberschwaben im Detail mit Fotos und Karten
- Niedersächsische Mühlenstraße – 301 Mühlen in Niedersachsen
- Mühlenwanderweg im Schwäbischen Wald
- Zahlreiche Mühlenformen finden sich im Internationalen Mühlenmuseum in Gifhorn (Niedersachsen).

## Mühlentag
- Deutscher Mühlentag: jährlich am Pfingstmontag, bundesweit (Teilnehmerverzeichnis bei der Deutschen Gesellschaft für Mühlenerhaltung und Mühlenkunde (DGM))
- Niederländischer Mühlentag: jährlich an Pfingsten
- Schweizer Mühlentag: jährlich am Samstag nach Auffahrt (Himmelfahrt); Teilnehmerverzeichnisse auf der Internetseite der Vereinigung Schweizer Mühlenfreunde VSM[4]
- TIMS – Internationale Mühlensymposien

### Deutschsprachiger Raum, Europa und die Welt
- Johann Matthias Beyer: Theatrum machinarum molarium, oder Schauplatz der Mühlenbaukunst. (= Jacob Leupolds [Begründer]: Theatro machinarum. 9. Teil.) 3 Bände, neue, vermehrte Auflage, Waltherische Hof-Buchhandlung, Dresden 1767/1788. (Digitalisat in Universitäts- und Landesbibliothek Düsseldorf)
  - Band 9.1, 1767
  - Band 9.2, 1767
  - Band 9.3, 1788
- Johann Matthias Beyer: Schauplatz der Mühlen-Baukunst. 1. Auflage, Leipzig 1735 / Waltherische Hof-Buchhandlung, Dresden 1803.
- D. Johann Georg Krünitz: Oekonomische Encyklopädie oder allgemeines System der Staats- Stadt- Haus- und Landwirtschaft in alphabetischer Ordnung. Fünfundneunzigster Theil: Mühlen. Joachim Pauli, Berlin 1804 (recherchierbare elektronische Volltextversion: Oeconomische Encyclopädie online).
- Johannes Mager, Günter Meißner, Wolfgang Orf: Die Kulturgeschichte der Mühlen. Edition Leipzig, Leipzig 1988, ISBN 3-361-00208-7.
- Johannes Mager: Mühlenflügel und Wasserrad. Mühlen und Hebewerke für Wasser und Sole. 2. Auflage, Fachbuchverlag, Leipzig 1990, ISBN 3-343-00257-7.
- Heinrich Herzberg: Die Mühle zwischen Religion und Aberglauben. Verlag für Bauwesen, Berlin 1994, ISBN 3-345-00574-3.
- Eugen Ernst: Mühlen im Wandel der Zeiten. Theiss, Stuttgart 2005, ISBN 3-8062-1935-4.
- Adam Lucas: Wind, Water, Work. Ancient and Medieval Milling Technology (= Technology and Change in History, Volume 8). Koninklijke Brill, Leiden / Boston 2006, ISBN 90-04-14649-0 (zu sozialen und technischen Aspekten des mittelalterlichen Mühlenwesens).
- Jürgen Gaebeler: Die Frühgeschichte der Sägemühlen als Folge der Mühlendiversifikation. 2., erweiterte und überarbeitete Auflage, Verlag Kessel, Remagen 2006, ISBN 3-935638-20-5.
- Klaus Grewe: Die Reliefdarstellung einer antiken Steinsägemaschine aus Hierapolis in Phrygien und ihre Bedeutung für die Technikgeschichte. In: Martin Bachmann (Hrsg.): Bautechnik im antiken und vorantiken Kleinasien. Internationale Konferenz 13.–16. Juni 2007 in Istanbul (= Veröffentlichungen des Deutschen Archäologischen Instituts Istanbul, Band 9). Byzas, Istanbul 2009, ISBN 978-975-8072-23-1, S. 429–454 (Volltext (Memento vom 11. Mai 2011 im Internet Archive) [PDF; 2,0 MB; abgerufen am 5. Januar 2019]).
- Carl Friedrich Ganzel, Friedrich Wulff: The Quest for American Milling Secrets. Hrsg. von Derek Ogden, International Molinological Society. Congleton 2010, ISBN 978-92-9134-025-5 (zu US-amerikanischem Mühlenwesen und Mehlfabrikation).
- Wolfgang Kuhlmann: Wasser, Wind und Muskelkraft. Die Getreidemühle in Legenden und Fakten. Hrsg. von der Deutschen Gesellschaft für Mühlenkunde und Mühlenerhaltung. Petershagen-Frille 2012, ISBN 978-3-00-037659-7.
- Philipp Oppermann, Torsten Rüdinger: Kleine Mühlenkunde. Deutsche Technikgeschichte vom Reibstein zur Industriemühle. 2., überarbeitete und aktualisierte Auflage. Edition Terra, Berlin 2012, ISBN 978-3-9811626-7-7.
- David Peacock: The stone of life. The archaeology of querns, mills and flour production in Europe up to c. AD 500 (= Southampton monographs in archaeology. New Series, Band 1). Highfield Press, Southampton 2013, ISBN 978-0-9926336-0-8.
- Werner Schnelle (Autor), Rüdiger Hagen (Bearb.): Mühlenbau. Wasserräder und Windmühlen bewahren und erhalten. Hrsg. vom Deutschen Institut für Normung. 2., überarbeitete Auflage, Beuth Verlag, Berlin / Wien / Zürich 2012, ISBN 978-3-410-21342-0.
- Burghard Kirsch, Alois Odenthal: Fachmathematik Müllereitechnologie. 9. Auflage. Bayerischer Müllerbund, München 2022, ISBN 978-3-9812436-9-7.
- Stephan Kroener: Kulturgeschichte: Mühlen im Mahlgang der Zeit. In: Magazin Monumente, 3, Juni 2022, S. 66–73.

### Einzelne Regionen
- Helmut Düntzsch, Rudolf Tschiersch, Eberhard Wächtler, Otfried Wagenbreth: Mühlen. Geschichte der Getreidemühlen. Technische Denkmale in Mittel- und Ostdeutschland. Deutscher Verlag für Grundstoffindustrie, Leipzig / Stuttgart 1994, ISBN 3-342-00672-2.
- Jürgen Kniesz (Text) und Volker Schrader (Fotos): Mühlen in Mecklenburg-Vorpommern. Edition Temmen, Bremen 2006, ISBN 978-3-86108-054-1.
- Karl Schumacher: Die Mühlen im Heisterbacher Tal. Wie sie klapperten vom Mittelalter bis zur Neuzeit. Wasserwirtschaft, Historische Entwicklung, Mühlentechnik, Legenden und Gedichte, Prinzip-Lageplan. (hrsg. vom Heimatverein Oberdollendorf und Römlinghoven) 2., durchgesehene Auflage, Königswinter 2011. (DNB 1021390569)
- Birgit Poppe, Klaus Silla: Windmühlen am Niederrhein. Mercator, Duisburg 2014, ISBN 978-3-87463-540-0.
- Detlef Schnell: Mühlen und Wasserkraftwerke in Pommern. Edition Pommern, Elmenhorst (Vorpommern) 2018, ISBN 978-3-939680-46-8.
- Walter Stäbler: "Die Neckarmühle in Neckartenzlingen aus kulturhistorischer Sicht", Neckartenzlingen 2025, Interessengemeinschaft Neckartenzlinger Ortsgeschichte, 14. Beitrag.